# Bataille d'Amba Sel
Guerre Adal-Éthiopie
Batailles
La Bataille d'Amba Sel a eu lieu le 28 octobre 1531, entre les Éthiopiens sous le règne de l'Empereur Dawit II, et les forces de l'Imam Ahmad ibn Ibrahim al-Ghazi du Sultanat d'Adal . La bataille d'Amba Sel a été l'une des batailles les plus sanglantes de toute la guerre. Les deux armées se sont battues avec acharnement et courage jusqu'à ce qu'Addalu tombe et soit rapidement décapité par les soldats Adalites. Ses hommes s'enfuirent donc, poursuivis par les Adalites qui tuèrent de nombreux chrétiens et en firent de nombreux autres captifs. Des milliers de chrétiens ont été tués, dont d'innombrables nobles et 3 000 cavaliers, et quelque 200 nobles ont été capturés. La terre était couverte de cadavres et le sang coulait comme des ruisseaux selon un Faqih arabe. L'imam a alors ordonné à tous les habitants de Balé d'embrasser l'Islam ou d'être tués. Le Faqih arabe déclare que le pays entier a donc embrassé l'Islam et l'Imam a nommé un certain Umar comme gouverneur de la province .